# ماكسي لونغ
ماكسي لونغ (بالإنجليزية: Maxie Long)‏ هو منافس ألعاب قوى أمريكي، ولد في 16 أكتوبر 1878 في بيلمونت في الولايات المتحدة، وتوفي في 4 مارس 1949 في نيويورك في الولايات المتحدة.

## وصلات خارجية
- ماكسي لونغ على موقع أوليمبيديا (الإنجليزية)